# Brown Edge
Brown Edge är en civil parish i Storbritannien.   Den ligger i grevskapet Staffordshire och riksdelen England, i den södra delen av landet, 220 km nordväst om huvudstaden London. Antalet invånare är 2 406. Arean är 6,8 kvadratkilometer.
Terrängen i Brown Edge är platt.